# Werner Schuster (Politiker)
Rudolf Werner Schuster (* 20. Januar 1939 in Moshi, Tansania; † 10. Mai 2001 in Wiesbaden) war ein deutscher Arzt, Medizin-Informatiker und Politiker (SPD).

## Leben
Schuster wurde 1939 in Sanya-Moshi in der Kilimandscharo-Region in Tanganjika in Ostafrika als Sohn deutscher Siedler geboren. Im Jahr 1958 machte er am humanistischen Gymnasium in Rosenheim sein Abitur und studierte anschließend an der Universität Tübingen Medizin. Im Jahr 1966 machte er das Staatsexamen, im selben Jahr folgte die Promotion am Physiologischen Institut Tübingen. Dazwischen leistete er von 1959 bis 1960 die Wehrpflicht bei den Gebirgsjägern ab.
Schuster durchlief 1970 die Approbation am St. Joseph Hospital in Bremerhaven. Seit 1971 war er im Rahmen des ärztlichen Notfall-Vertretungsdienstes in Wiesbaden als Notarzt tätig. Von 1970 bis 1983 war er Dezernent für den Bereich Gesundheitswesen in der Hessischen Zentrale für Datenverarbeitung, Wiesbaden. Im Jahr 1983 bekam er das Zertifikat der Gesellschaft für medizinische Informatik und Statistik (GMDS) als medizinischer Informatiker verliehen und seit 1984 war er in gleicher Funktion im Kommunalen Gebietsrechenzentrum (KGRZ) in Gießen tätig.
Seit 1964 war Schuster Mitglied der SPD und von 1985 bis 1995 war er SPD-Unterbezirksvorsitzender im Rheingau-Taunus-Kreis. Von 1972 bis 1989 war er Stadtverordneter in Idstein im Taunus und von 1975 bis 1985 Fraktionsvorsitzender seiner Partei. Seit 1989 war er Kreistagsabgeordneter und seit 1990 Mitglied des Deutschen Bundestages, in den er über die Landesliste Hessen einziehen konnte. Er vertrat im Bundestag den Wahlkreis Rheingau-Taunus / Limburg-Weilburg. Während seiner Zeit als Abgeordneter beschäftigte sich Schuster vor allem mit Entwicklungs- und Gesundheitspolitik, mit dem Schwerpunkt Afrika. Schuster starb am 10. Mai 2001 in einer Wiesbadener Klinik an den Folgen eines Krebsleidens.

## Entwicklungspolitik
Schuster war als Entwicklungspolitiker über die Parteigrenzen hinweg bekannt und geachtet. Er und Heidemarie Wieczorek-Zeul, die spätere Bundesministerin für wirtschaftliche Zusammenarbeit und Entwicklung, waren enge Weggefährten. In Idstein gründete er 1985 die Bürgerpartnerschaft Dritte Welt Idstein e. V. (heute Bürgerpartnerschaft Eine Welt e. V., Idstein / People help People – One World), um konkrete Entwicklungsprojekte in Tansania realisieren zu können. Der Verein konzentriert sich auf die Region Moshi am Fuße des Kilimandscharo. In Moshi selbst initiierte Schuster die Gründung der Nichtregierungsorganisation (NRO) Friends In Development Association (FIDA). Schuster rief einige Netzwerke ins Leben und versuchte, in Deutschland regionale und überregionale NROs miteinander zu verknüpfen.
Auf seine Initiative hin wurde auch im Jahr 1988 die Partnerschaft zwischen der evangelischen Kirchengemeinde Idstein und der evangelisch-lutherischen Gemeinde in Moshi-Pasua begründet.  Sie ist eine der ältesten Gemeindepartnerschaften mit einer Kirchengemeinde in Afrika.
Am 9. Mai 2003 wurde auf Initiative des Rates der Bundesstadt Bonn das städtische Bürohaus in der Bonner Kaiserstraße 201 als Dr. R. Werner Schuster – Haus benannt. In dem Haus befinden sich viele Büros von NROs mit entwicklungspolitischen Zielen.